# Thesium hookeri
Thesium hookeri är en sandelträdsväxtart som beskrevs av Radovan Hendrych. Thesium hookeri ingår i släktet spindelörter, och familjen sandelträdsväxter. Inga underarter finns listade i Catalogue of Life.